# Ruschi-Ratte
Die Ruschi-Ratte (Abrawayaomys ruschii), auch Brasilianische Ruschi-Ratte, ist eine in Südamerika lebende Nagetierart aus der Gruppe der Neuweltmäuse. Mit dem Artnamen ehrten die Autoren Fausto Luiz de Souza Cunha und José Francisco da Cruz 1979 den brasilianischen Zoologen und Botaniker Augusto Ruschi.
Ruschi-Ratten erreichen eine Kopfrumpflänge von 13 bis 20 Zentimeter, eine Schwanzlänge von 9 bis 15 Zentimeter und ein Gewicht von rund 45 bis 65 Gramm. Ihr Fell ist gelblich-grau gefärbt, der Kopf ist dunkler, der Bauch ist weißlich gefärbt. Im Fell befinden sich zahlreiche flache Stacheln, insbesondere am Rücken.
Diese Nagetiere sind von mehreren Orten in Brasilien (Espírito Santo und Minas Gerais) und dem nördlichen Argentinien (Misiones) bekannt, das genaue Ausmaß ihres Verbreitungsgebietes ist unklar. Ihr Lebensraum sind Regenwälder, ansonsten ist über ihre Lebensweise kaum etwas bekannt.
Aufgrund der Zerstörung ihres Lebensraumes wird die Art von der IUCN als stark gefährdet (endangered) gelistet.
Ihre systematischen Beziehungen zu anderen Neuweltmäusen sind unklar. Möglicherweise sind sie mit anderen Sigmodontinae Südostbrasiliens wie den Atlantischen Waldratten (Delomys) verwandt.